# Кесада, Йоэльби
Йоэльби Луис Кесада Фернандес (исп. Yoelbi Luis Quesada Fernández; род. 4 августа 1973, Тринидад) — бывший кубинский легкоатлет, специализировавшийся в тройном прыжке. Призёр Олимпийских игр, чемпион мира.

## Карьера
Первые успехи Йоэльби Кесады пришлись на 1990 год, когда он стал вице-чемпионом мира среди молодёжи. Уже через год он стал чемпионом Панамериканских игр, которые прошли на его Родине. В 1992 году впервые выступил на Олимпиаде, где прыгнул в лучшей попытке на 17.18 и занял шестое место.
В 1995 году кубинец защитил звание чемпиона Панамериканских игр, а через год стал бронзовым призёром Олимпиады, показав в лучшей попытке результат 17.44. В 1997 году в упорной борьбе с британцем Джонатаном Эдвардсом выиграл золото чемпионата мира, обойдя своего соперника на 19 сантиметров.
На Олимпиаде 2000 года Кесада занял четвёртое место с результатом 17.37, уступив в борьбе за бронзу 9 сантиметров Денису Капустину.
На своей четвёртой Олимпиаде кубинец вновь пробился в финальный раунд соревнований, но занял только восьмое место, не преодолев отметку в 18 метров.